# Stade hendayais rugby
Maillots
Actualités
Le Stade hendayais rugby est un club français de rugby à XV basé à Hendaye.
Il évolue en Fédérale 2 pour la saison 2021-2022.

## Historique
En 1908, le médecin souletin Casenave, ayant découvert le rugby lors de ses études en région parisienne, créé le club du Stade hendayais en 1908.
Hendaye est champion de France de deuxième série en 1921 après une victoire en finale sur le Lancey sport. Il joue ensuite en première division dans la suite des années 1920.
Le club manque de justesse la qualification pour le Top 16 en 1927, battu de justesse par Grenoble en match de barrage.
Hendaye fréquente ensuite plutôt la deuxième puis la troisième division dans les années 1930 et 1940.
Hendaye atteint la finale du championnat de France de deuxième division contre Cahors, renforcé par le futur pilier international Alfred Roques. il remonte ainsi en première division en 1956 mais est immédiatement relégué après une saison où il ne récolte qu'un victoire et deux matchs nuls pour onze défaites.
Après trois saisons en deuxième division, la remontée est obtenue après une victoire en quart de finale contre l'AS Roanne 8-0. Hendaye est ensuite éliminé en demi-finales de son Championnat par le LOU à Guéret 5-3.
Dès sa première saison dans l'élite, il parvient même à se qualifier pour les phases finales du Championnat en 1960.
Relégué en 1962, Hendaye passe le reste des années 1960 et le début des années 1970 entre la deuxième et la troisième division nationale.
Demi-finaliste du championnat de France de troisième division en 1971, il remonte en deuxième division.
Battu par l'UA Mimizan en seizième de finale du championnat de France de deuxième division 1975, le club échoue à remonter.
La saison suivante, un certain Laurent Pardo rejoint l'équipe première et atteint enfin son objectif, la montée en première division groupe B.
Battu deux fois à domicile par le leader de la poule Rodez mais aussi par le LOU, Hendaye redescend de justesse en deuxième division malgré 5 victoires en 14 matchs.

## Identité visuelle

### Logo

Évolution du logo
Ancien logo.

## Palmarès
En championnat de France de rugby :
- 1908 : champion de France 4e série ;
- 1920-1921 : champion de France 2e série ;
- 1927-1928 : finaliste du championnat Côte Basque 1re série ;
- 1954-1955 : finaliste du championnat de France 2e division ;
- 1959 : demi-finale du championnat de France 2e division ;
- 1960 : seizième de finale du championnat de France 1re division ;
- 1971 : demi-finale du championnat de France 3e division ;
- 1975-1976 : montée en division nationale, groupe B ;
- 1995-1996 : demi-finale du championnat de France 3e division - Accession à la 2e division ;
- 1997-1998 : quart de finale du championnat de France 3e division - Accession à la 2e division ;
- 2007-2008 : victoire du challenge de l'Espoir - Accession à la 2e division ;
- 2008-2009 : champion de France Bélascain avec l’Entente Lapurdi ;
- 2012-2013 : quart de finale du championnat de France 2e division - Accession à la 1e division fédérale ;
- 2013-2014 : huitième de finale du championnat de France de 2e division;
- 2014-2015 : quart de finale du championnat de France de 2e division;
- 2015-2016 : quart de finale du championnat de France de 2e division;
- 2016-2017 : demi-finale du championnat de France de 2e division - Accession à la 1e division fédérale ;

## Personnalités du club

### Joueurs emblématiques
Ont été internationaux :
- Laurent Pardo  2 sélections en 1924 ;
- Michel Sorondo 6 sélections entre 1946 et 1948 ;
- Jean-Michel Esponda ;
- Henri Arruabarrena ;
- Laurent Pardo 19 sélections ;
- Danièle Irazu 76 sélections ;
- Bixenre Artola  6 sélections en équipe de France -21 ans.

### Présidents
- M. Casenave[1] ;
- M. Faget, M. Imatz ;
- M. Guillot ;
- Laurent Pardo (1924-1966)[3], (grand-père de son homonyme Laurent Pardo) ;
- M. Pujo (1967-1969) ;
- Michel Pardo (1970-1983)[3] (père de Laurent Pardo);
- Jean-Louis Labeque (1984-1986) ;
- Beñat Etchenausia (1987-1990) ;
- Raphaël Lassalette (1990-2003) ;
- René Cazenave (2003-2008) ;
- Jean-Pierre Beaucoueste (2008-2018) ;
- J-Claude Pons et Roland martin (2018-2019);
- Jérôme Darrieussecq, Thierry Lachaise et Patrice Lafont (depuis 2019).